# Ferrer de Pallarés
Ferrer de Pallarés ( -1243) fue un religioso catalán que colaboró con Jaime I de Aragón en sus conquistas. Una vez que el rey hubo conquistado Valencia, le ofreció el obispado de la ciudad, pero Pallarés lo denegó, sin embargo, en 1240, tres años después, siendo ya archidiácono de Tarragona, aceptó y fue nombrado obispo de Valencia. En agosto del mismo año, siendo todavía electo, donó la iglesia del Puig a los religiosos mercedarios y comenzó la organización de la diócesis, llegando esta a ser sufragánea de Tarragona luego de la disputa con las metropolitanas de Toledo. El 2 de noviembre de 1241, aceptó hacerse cargo del cabildo metropolitano y de la iglesia Mayor que Jaime I donó como catedral.
Siendo pavorde de la catedral de Tarragona, prometió en las cortes de Barcelona de diciembre de 1228 acudir junto a Jaime I con cuatro caballeros y una galera armada a la cruzada contra los musulmanes de la isla de Mallorca, al tiempo que formó también parte del consejo de guerra del rey.